# إنزو ليفورت
إنزو ليفورت (مواليد 29 سبتمبر 1991) هو مبارز سيف الشيش فرنسي، حصل على الميدالية الذهبية في أولمبياد 2020 في منافسات الفرق.